# Pedregal (Panama, Boquerón)
Pour les articles homonymes, voir Pedregal.
Pedregal est un corregimiento situé dans le district de Boquerón, province de Chiriquí, au Panama. En 2010, la localité comptait 2 134 habitants.